# Paradoxe : Les Mondes parallèles
Pour plus de détails, voir Fiche technique et Distribution.
Paradoxe : Les Mondes parallèles (Paradox) est un film de science-fiction canadien réalisé par Brenton Spencer et sorti en 2010, basé sur la bande dessinée Paradox créée par (en) Christos Gage.

## Synopsis
Le détective Sean Nault enquête sur des meurtres en série commis dans un monde où règne la magie et les sortilèges. La méthode utilisée pour commettre les crimes est inédite puisqu'il s'agit de la science.
Avec l'aide d'une adepte de la science, Leonore, et du sorcier Winston Churchill, Sean découvre l'existence d'un monde parallèle.

## Fiche technique
- Titre : Paradoxe : Les Mondes parallèles
- Titre original : Paradox
- Réalisation : Brenton Spencer
- Scénario : Christos Gage
- Sociétés de production : American World Pictures
- Musique : John Sereda
- Pays d'origine :  Canada
- Lieu de tournage : Colombie Britannique, Canada
- Langue de tournage : anglais
- Format : couleurs
- Genre : Science-fiction et thriller
- Durée : 83 minutes
- Dates de sortie :
  - Canada : 19 novembre 2010
  - DVD : 3 mai 2012

## Distribution
- Kevin Sorbo : détective Sean Nault
- Christopher Judge : capitaine Papillo
- Alisen Down : Helen
- Steph Song : Lenore
- Alan Peterson : Winston Churchill
- Michael St. John Smith : sénateur Booth
- David Richmond-Peck : Andrew Ebbetts
- Jerry Wasserman : professeur Hillman